# Antennenwirkfläche
Die Antennenwirkfläche AW (auch effektive Antennenfläche oder Antennenabsorptionsfläche) ist eine Kenngröße von Empfangsantennen. Sie bestimmt, welche elektrische Leistung Pzu dem elektromagnetischen Feld bei vorgegebener Leistungsdichte S des Feldes entnommen wird:
{\displaystyle A_{W}={\frac {P_{zu}}{S}}\Leftrightarrow P_{zu}=S\cdot A_{W}}
Aus der zugeführten Leistung lässt sich z. B. ermitteln, welche Spannungen bei bekanntem elektromagnetischem Feld S am Antennenanschluss auftreten.
Aus dem Reziprozitätsgesetz lässt sich der Zusammenhang zwischen maximaler Antennenwirkfläche und Antennengewinn G bei bekannter Wellenlänge λ herleiten:
{\displaystyle A_{W,max}={\frac {\lambda ^{2}}{4\cdot \pi }}\cdot G}